# Малая Речка (Алтайский край)
Ма́лая Ре́чка — посёлок в Первомайском районе Алтайского края России. Входит в состав Рассказихинского сельсовета.

## География
Посёлок находится у реки Малая Речка, правого притока протекающей рядом реки Кошкаргаиха.
Климат
Климат континентальный. Продолжительность периода с устойчивым снежным покровом составляет 160—170 дней, абсолютный минимум температуры воздуха достигает −50 °C. Средняя температура января −19,9 °C, июля +19 °C. Безморозный период длится 110—115 дней, абсолютный максимум температуры воздуха достигает +33-35 °C. Годовое количество атмосферных осадков — 360 мм.
Уличная сеть
В посёлке одна улица — Лесная.
Расстояние до
- районного центра Новоалтайск: 46 км.
- краевого центра Барнаул: 41 км[5].

Ближайшие населенные пункты
Нижняя Петровка 8 км, Рассказиха 9 км, Бураново 16 км Калистратиха 16 км, Шадрино 18 км, Сосновка 19 км, Бобровка 21 км.

## Население
| 1997 | 1998 | 1999 | 2000 | 2001 | 2002 | 2003 |
| ---- | ---- | ---- | ---- | ---- | ---- | ---- |
| 18   | ↘8   | ↗233 | ↗239 | ↘3   | ↗4   | ↗9   |
| 2004 | 2005 | 2006 | 2007 | 2008 | 2009 | 2010 |
| ↘6   | ↗7   | ↘6   | ↗8   | ↘3   | ↗8   | ↗19  |
| 2011 | 2012 | 2013 |      |      |      |      |
| ↘18  | ↗20  | ↗23  |      |      |      |      |

## История
Согласно Списку населенных пунктов Алтайского края Ю. С. Булыгина, посёлок Малая Речка (деревня Малая Речка) впервые упоминается в официальных документах в 1920 года.
Село получило наименование по гидрониму, так как основано возле реки с одноимённым названием.
Другая дата основания посёлка — 1905 год, приводится в Списке населенных мест Томской губернии за 1928 год. Малая Речка входила в состав Барнаульского округа. На момент переписи 1926 года здесь был 51 двор и 251 житель.

## Инфраструктура
Ввиду малочисленности населения, почтовое отделение, обслуживающее посёлок Малая Речка, находится в селе Нижняя Петровка, там же большинство жителей получают государственные, социальные и иные услуги.
Транспорт
Село соединяет с районным и областным центром федеральная автомагистраль Р-256 Чуйский тракт (Новосибирск—Бийск—Монголия) и сеть региональных автодорог.
Ближайшая железнодорожная станция Алтайская находится в городе Новоалтайск.